# Koweitoniscus rostratus
Koweitoniscus rostratus är en kräftdjursart som beskrevs av Franco Ferrara och Stefano Taiti1985. Koweitoniscus rostratus ingår i släktet Koweitoniscus och familjen Eubelidae. Inga underarter finns listade i Catalogue of Life.